# Att överleva dagen
Att överleva dagen: om fåglars sinnen och anpassningsförmåga är en bok från 2009 av Brutus Östling och Susanne Åkesson. Boken innehåller bilder och fakta om fåglar. Östling och Åkesson tilldelades Augustpriset 2009 i den facklitterära kategorin för boken.